# رود ایشیم
رود ایشیم رودی است از کشور قزاقستان و روسیه می‌گذرد و به رود ایرتیش می‌ریزد.
این رود که طول آن ۲٬۴۵۰ کیلومتر است دبی آن ۵۶٫۳ متر مکعب در ثانیه می‌باشد.